# Безумный секс
«Безумный секс» (итал. Sessomatto ) — итальянская кинокомедия.

## Сюжет
Комедия из девяти эпизодов, повествующая о любви, сексе и браке в Италии в начале — середине 1970-х годов.

## В ролях
- Джанкарло Джаннини — Доменико / Чезаретто / Энрико / Лелло / Джансиро / Донор / Микеле Макко / Сатурнино / Доттор Бьянки
- Лаура Антонелли — мадам Джульетта / Селестина / жена Энрико / Грация / Тамара / монахиня / Донна Мимма Макко / Тициана
- Альберто Лионнелло — Козимо / Джильда
- Дьюлио Дель Прете — Витторио
- Паула Борбони — Эсперия
- Карла Манчини
- Патриция Мауро
- Лоренцо Пиани
- Чинция Романацци
- Франк Сканьетти
- Пиппо Старнацца

## Интересные факты
- Исполнители главных ролей — Джанкарло Джаннини и Лаура Антонелли спустя два года встретятся на съёмочной площадке последнего фильма Лукино Висконти «Невинный», где будут также заняты в главных ролях.